# Sérsekszőlős
Sérsekszőlős là một thị trấn thuộc hạt Somogy, Hungary. Thị trấn này có diện tích 6,65 km², dân số năm 2010 là 149 người, mật độ 22 người/km².